# Astana Cup
L'Astana Cup è stato un torneo di tennis che si è giocato ad Astana in Kazakistan solo nelle edizioni del 2010 e del 2011. Faceva parte dell'ATP Challenger Tour.

## Albo d'oro

### Singolare
| Anno | Campione         | Finalista          | Punteggio           |
| ---- | ---------------- | ------------------ | ------------------- |
| 2011 | Rainer Schüttler | Tejmuraz Gabašvili | 7–6(6), 4–6, 6–4    |
| 2010 | Igor' Kunicyn    | Konstantin Kravčuk | 4–6, 7–6(5), 7–6(3) |

### Doppio
| Anno | Campioni                     | Finalisti                       | Punteggio           |
| ---- | ---------------------------- | ------------------------------- | ------------------- |
| 2011 | Karan Rastogi Vishnu Vardhan | Harri Heliövaara Denys Molčanov | 7–6(3), 2–6, [10–8] |
| 2010 | Michail Elgin Nikolaus Moser | Wu Di Zhang Ze                  | 6–0, 6–4            |